# A-train (constelación de satélites)

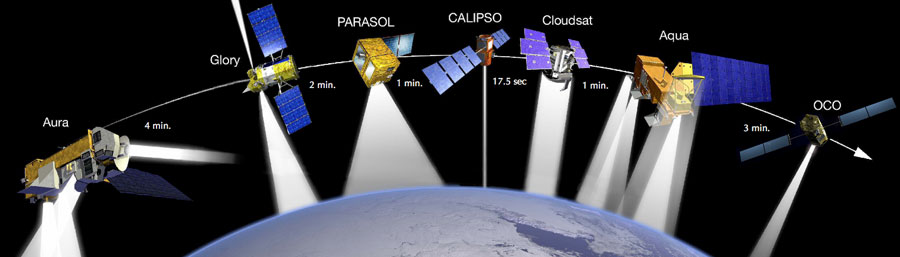
El A-train tiene cuatro satélites en activo: OCO-2, GCOM-W1, Aqua y Aura

El A-train o Afternoon Train (en inglés), también conocido como "tren A" o "tren de la tarde" (en español), es una constelación de satélites de diversas nacionalidades en órbita heliosíncrona a una altitud de 705 kilómetros sobre la Tierra.
La órbita del tren cruza el ecuador cada día alrededor de la 1h30 p. m. hora solar con una inclinación de 98,14°, de ahí el nombre de la constelación. La órbita cruza de nuevo el ecuador en el lado nocturno de la Tierra alrededor de la 1h30 a. m.. Los satélites están espaciados entre ellos unos cuántos minutos de modo que sus observaciones colectivas pueden ser utilizadas para construir imágenes tridimensionales en alta definición de la atmósfera y de la superficie de la Tierra.

## Satélites de la constelación

### En activo
A fecha de enero de 2019 el tren A cuenta con cuatro satélites en activo:
- OCO-2 (Orbiting Carbon Observatory 2), el satélite líder de la formación, reemplaza al satélite fallido OCO y fue lanzado por la NASA el 2 de julio de 2014.
- GCOM-W1 (Global Change Observation Mission – Water 1), también conocido como "SHIZUKU", pasa 11 minutos después de OCO-2 y fue lanzado por la JAXA el 18 de mayo de 2012.
- Aqua, pasa 4 minutos después de GCOM-W1 y fue lanzado por la NASA el 4 de mayo de 2002.
- Aura, un satélite multinacional, pasa unos 15 minutos después de Aqua (pero por el ecuador cruza solo unos 8 minutos después, debido a ciertas diferencias en su órbita para permitir la sinergia con Aqua), y fue lanzado por la NASA el 15 de julio de 2004.

### Antiguos
- PARASOL (Polarization and Anisotropy of Reflectances for Atmospheric Sciences coupled with Observations from a Lidar), lanzado por el CNES el 18 de diciembre de 2004, fue trasladado a una órbita inferior el 2 de diciembre de 2009[5][6]
- CloudSat, una misión cooperativa de la NASA y la Agencia Espacial Canadiense, fue lanzado junto a CALIPSO el 28 de abril de 2006 y pasaba 2 minutos y 30 segundos después de Aqua. Fue trasladado a una órbita inferior el 22 de febrero de 2018 y pasó a formar parte del C-train.[7]
- CALIPSO, una misión cooperativa del CNES y la NASA, pasaba unos segundos después de CloudSat, y fue puesto en marcha el 28 de abril de 2006. Fue trasladado a la nueva órbita de CloudSat en septiembre de 2018 y pasó a formar parte del C-train.[8]

### Fallidos
- OCO (Orbiting Carbon Observatory), destruido al fallar su vehículo de lanzamiento el 24 de febrero de 2009[9] fue posteriormente reemplazado por OCO-2.
- Glory, destruido durante su lanzamiento mediante un cohete Taurus XL el 4 de marzo de 2011, habría orbitado entre CALIPSO y Aura.